# Shotgun Wedding

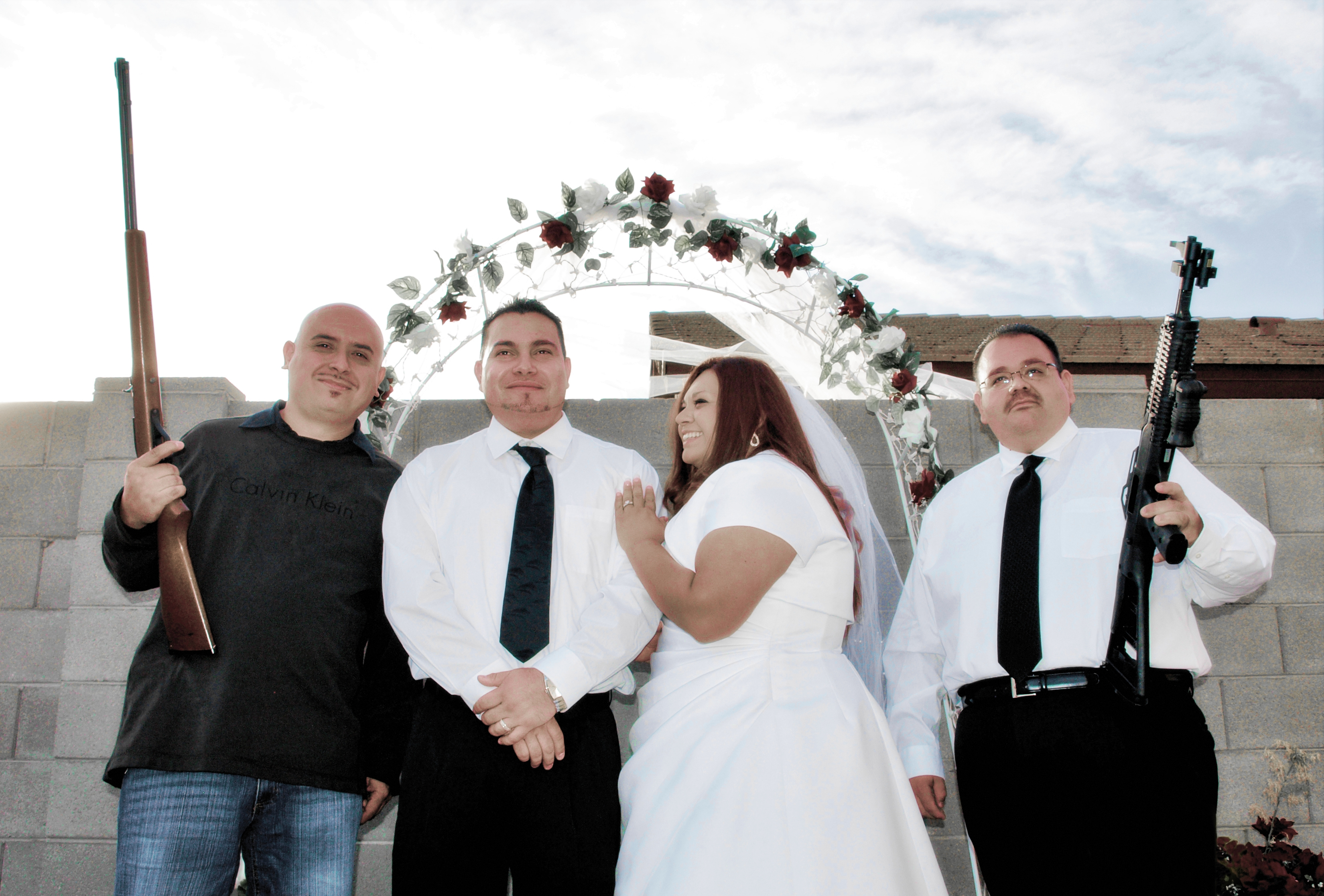
Nachgestellte Shotgun Wedding in den USA

Shotgun Wedding (f.; englisch für „Schrotflinten-Hochzeit“) ist ein umgangssprachlicher amerikanischer Ausdruck für eine Heirat unter dem Eindruck einer bestehenden (ungeplanten) Schwangerschaft. Im übertragenen Sinne wird der Ausdruck für unfreiwillige oder unpassende Paarungen oder Zusammenschlüsse gebraucht oder für gewalttätige Ausschreitungen während einer Hochzeitsfeier.

## Hintergrund
Ähnlich wie im Musical Oklahoma! 1943 und in vielen bereits im 18. und 19. Jahrhundert verbreiteten Liedern und Geschichten erweckt die Bezeichnung Shotgun Wedding den Eindruck, der Vater der schwangeren Braut erzwinge die Eheschließung mit vorgehaltener Waffe. Die Redewendung ist Teil der amerikanischen Folklore.
Das Zustandekommen einer Shotgun Wedding gilt als typisch für amerikanische Hinterwäldler (Rednecks und Hillbillies).
Eine Adaption in einem Musikfilm der Band The Monkees (Hillbilly Honeymoon oder Double Barrel Shotgun Wedding) von 1967 gibt die typische Szenerie wieder. Sie wird ebenso in erotischen Filmen und Formaten zitiert.
Alan Dundes Zusammenstellung von Faxfolklore und Formularparodien zitiert unter anderem eine Satire auf den Bürokratismus des amerikanischen Militärs. Dabei wird in einem vorgeblichen Bewerbungsformular für potentielle Bräute von Marineinfanteristen nach dem Vorhandensein von Schrotflinten bei der Familie der Kandidatin gefragt, was die Shotgun Wedding ins Gedächtnis ruft.
Unter anderem in Brasilien werden Shotgun Weddings auch als Partymotiv verwendet und anlässlich der Mittsommerfeste, den Festa Junina, nachgestellt. Dabei geht es ebenso um eine folkloristische Adaption des Landlebens. Die Sitte ist mittlerweile auch in den USA verbreitet, vor allem in Staaten und Siedlungen mit einer größeren brasilianischen Gemeinde.

## Aspekt der Zwangsheirat
Als Shotgun Wedding wird unter anderem im indischen Bundesstaat Bihar eine Zwangsheirat ohne vorige Beziehung oder nicht unter dem Eindruck einer Schwangerschaft bezeichnet. In Bihar kommen häufig Entführungen von möglichen Bräutigamen vor, die dann unter vorgehaltener Waffe gezwungen werden, eine Braut ohne Mitgift zu heiraten. Hintergrund sind die traditionell ruinös hohen Mitgiftverpflichtungen der Brautfamilie, die angesichts einer bereits erzwungenen Heirat etwas heruntergehandelt werden können.
In den USA sind Teenagerschwangerschaften verhältnismäßig häufig, eine Heirat in dem Zusammenhang gilt weniger als erzwungen denn als verantwortliches Handeln des werdenden Vaters, als dessen Coming of Age. Das Ausbleiben von Shotgun Weddings, beziehungsweise die deutlich höheren Anteile alleinerziehender Mütter in der schwarzen Gemeinschaft, insbesondere der Innenstädte, wird hingegen nicht nur im ländlichen Amerika als Verantwortungslosigkeit und grundlegender Mangel gewertet.
Nach Gordon Boyack Dahl und Enrico Moretti 2004 erschienener Untersuchung der Präferenz für Söhne ist die Wahrscheinlichkeit für eine Shotgun Wedding etwas höher, wenn die potentielle Braut bekanntermaßen einen Jungen erwartet.

## Übertragener Gebrauch
Der Gebrauch von Shotgun Wedding im übertragenen Sinne bezeichnet unfreiwillige oder unpassende Zusammenschlüsse.
So bezeichnete der Kongressabgeordnete Ed Towns nach dem Bericht einer US-Untersuchungskommission zur Finanzkrise die Fusion der Bank of America und Merrill Lynch als Shotgun Wedding.
Im Wissenschaftsmagazin Science wurde ein möglicher erzwungener Zusammenschluss der ESA mit der NASA als Chance für eine gemeinsame Marsmission unter der Fragestellung einer Shotgun Wedding thematisiert.
Einige mit Shotgun Wedding betitelte Filme und TV-Epdisoden beziehen sich auf gewalttätige Ausschreitungen während einer Hochzeit. Die Eingangsszene von Tarantinos Kill Bill – Volume 1 verbindet beide Aspekte – die hochschwangere Braut und ihre Hochzeitsgesellschaft werden bei einer Probe der Zeremonie vom ehemaligen Liebhaber und früheren Kolleginnen niedergeschossen, auch die ländliche Szenerie passt zum Stereotyp.

## Beispiele für Adaptionen
Die Filmdatenbank Internet Movie Database hat 31 Einträge zum Stichwort shotgun wedding.
- Shotgun Wedding ist unter anderem der Titel eines 1993 gedrehten australischen Films von Paul Harmon, eines 2013 gedrehten amerikanischen Films sowie einer Episode der britischen SF-Serie Bugs – Die Spezialisten.
- 1991 kam ein Musikalbum von Lydia Lunch und Rowland S. Howard unter dem Titel heraus. Trivialromane unter dem Titel sind unter anderem von der britischen Autorin Sharon Kendrick bekannt.[13]
- Edgar G. Ulmers jiddisch-amerikanischer Film American Matchmaker (Amerikaner Shadkhn) von 1940 benutzt den Gleichklang von shadkhn (Schadchen, jiddisch Heiratsvermittler, Kuppler) und shotgun,[14] der ebenso in der jiddischen Folklore verankert ist.[15]
- Der amerikanische Soul- und R&B-Sänger Roy C brachte Mitte der 1960er Jahre die Single Shotgun Wedding heraus. Das Lied, das eine Zwangsheirat aus der Sicht des verzweifelten Bräutigams beschreibt, beginnt mit einem Intro, in dem eine kurze Passage des Hochzeitsmarsches Treulich geführt von Richard Wagner und filmtypische Querschläger-Klänge kombiniert wurden.
- Billy Idols Hit White Wedding aus dem Jahr 1982 erzählt von einer Shotgun wedding.
- Zu den Running gags der Fernsehserie Eine schrecklich nette Familie gehört das Zustandekommen der Eheschließung von Al Bundy und Peggy Wanker: Wanker wurde aufgrund eines Recyclingmissgeschicks (das mehrfach benutzte Kondom platzte) von Bundy schwanger und ihr Vater Ephraim brachte ihn mit vorgehaltener Waffe zum Altar.

## Vergleichbare Ausdrücke in anderen Ländern
Im Deutschen ist gelegentlich von einer Traufe die Rede, wenn Trauung und Taufe zusammenfallen, der Vorgang der durch eine Schwangerschaft beschleunigten Heirat wird unter anderem als Heiraten mit Rückenwind bezeichnet.
In Tirol wird von einer „Andreas-Hofer-Hochzeit“ gesprochen, wenn die Braut schwanger ist. Dieser Ausdruck ist durch den Spruch „Mander, s’ischt Zeit“ inspiriert (Männer: Es ist Zeit!), der dem Tiroler Freiheitskämpfer und als Landesheld verehrten Andreas Hofer zugeschrieben wird.
In Japan wird seit den 1990er-Jahren der Slangausdruck 出来ちゃった(結)婚 dekichatta kekkon oder dekichatta-kon verwendet (in etwa: „müssen heiraten“). Als Trendsetterin gilt der Pop-Star Shizuka Kudo, als sie im Jahre 2000 während ihrer Schwangerschaft den Sänger und Schauspieler Takuya Kimura heiratete. 2002 folgte die Schauspielerin Sae Isshiki.
Auch die J-Pop-Sängerin Namie Amuro heiratete im Zustand der Schwangerschaft, wie auch Anna Tsuchiya, Meisa Kuroki, melody. und Leah Dizon. Im Jahre 2000 waren bei 26 Prozent der rund 570.000 Erstgeburten die Mütter vor ihrer anschließenden Heirat schwanger geworden.
In China wird der Ausdruck 奉子成婚,  Fèngzǐchénghūn („verheiratet nach Kindesanordnung“) verwendet.
In Korea wird der Ausdruck 속도위반 Sokdowebaan verwendet („Geschwindigkeitsüberschreitung“), in Vietnam Bác sĩ bảo cưới („der Doktor hat es so gesagt“).
Die niederländische Entsprechung lautet moetje (Verkleinerte Verbform von „müssen“, wörtlich: muss-chen).